# 2023년 모나코 그랑프리
2023 모나코 그랑프리(공식 명칭: 포뮬러 1 그랑프리 드 모나코 2023)는 모나코에 위치한 모나코 서킷에서 열린 포뮬러 원 대회로 모나코 그랑프리의 78번째 대회이다. 이번 그랑프리는 2023년 포뮬러 원 시즌의 7번째 라운드로 5월 26일부터 28일까지 열렸다.